# Nordische Skiweltmeisterschaften 1937
Die 14. Nordischen Skiweltmeisterschaften fanden vom 12. bis 18. Februar 1937 im französischen Wintersportort Chamonix statt. Im nacholympischen Jahr waren die Sportler aus Norwegen und Finnland wie immer äußerst erfolgreich, wobei die Norweger die klare Nummer eins darstellten. Die Schweden dagegen, die sonst immer zu den dominanten Nationen gehört hatten, schwächelten. Für sie gab es in diesem Jahr keine einzige Medaille. Italiens Sportler konnten sich zwei Bronzemedaillen sichern.

## Medaillenspiegel

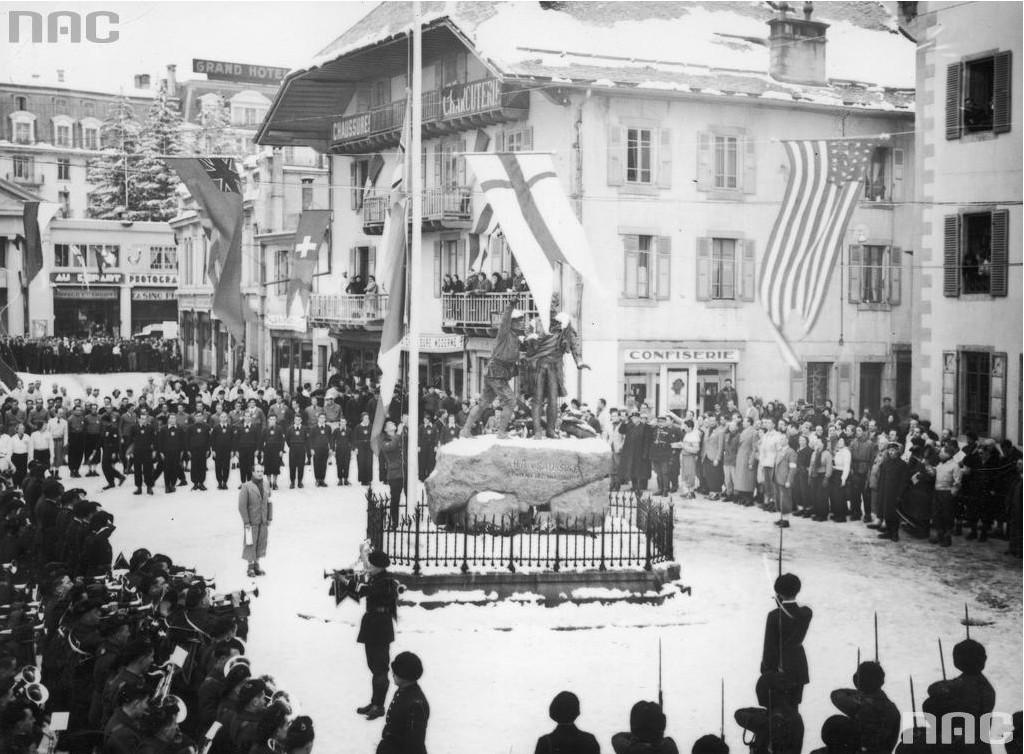
Die Schlussfeier

| Platz | Nation   | Gold | Silber | Bronze | Gesamt |
| ----- | -------- | ---- | ------ | ------ | ------ |
| 01    | Norwegen | 4    | 2      | 1      | 7      |
| 02    | Finnland | 1    | 3      | 2      | 6      |
| 03    | Italien  | 0    | 0      | 2      | 2      |

| Platz | Sportler            | Gold | Silber | Bronze | Gesamt |
| ----- | ------------------- | ---- | ------ | ------ | ------ |
| 01    | Lars Bergendahl     | 2    | 0      | 0      | 2      |
| 01    | Sigurd Røen         | 2    | 0      | 0      | 2      |
| 03    | Pekka Niemi         | 1    | 1      | 1      | 3      |
| 04    | Annar Ryen          | 1    | 0      | 0      | 1      |
| 04    | Birger Ruud         | 1    | 0      | 0      | 1      |
| 04    | Oskar Fredriksen    | 1    | 0      | 0      | 1      |
| 07    | Kalle Jalkanen      | 0    | 2      | 0      | 2      |
| 07    | Klaes Karppinen     | 0    | 2      | 0      | 2      |
| 09    | Reidar Andersen     | 0    | 1      | 0      | 1      |
| 09    | Rolf Kaarby         | 0    | 1      | 0      | 1      |
| 09    | Jussi Kurikkala     | 0    | 1      | 0      | 1      |
| 012   | Vincenzo Demetz     | 0    | 0      | 2      | 2      |
| 013   | Sigurd Solid        | 0    | 0      | 1      | 1      |
| 013   | Aarne Valkama       | 0    | 0      | 1      | 1      |
| 013   | Giulio Gerardi      | 0    | 0      | 1      | 1      |
| 013   | Aristide Compagnoni | 0    | 0      | 1      | 1      |
| 013   | Silvio Confortola   | 0    | 0      | 1      | 1      |

## Legende
Kurze Übersicht zur Bedeutung der Symbolik – so üblicherweise auch in sonstigen Veröffentlichungen verwendet:
| HDW    | Hauptverband Deutscher Wintersportvereine der Tschechoslowakischen Republik                    |
| SL RČS | Verband der Skifahrer der Tschechoslowakischen Republik (Svaz lyžařů Republiky československé) |

## Skilanglauf Männer
Detaillierte Ergebnisse

### Skilanglauf 18 km

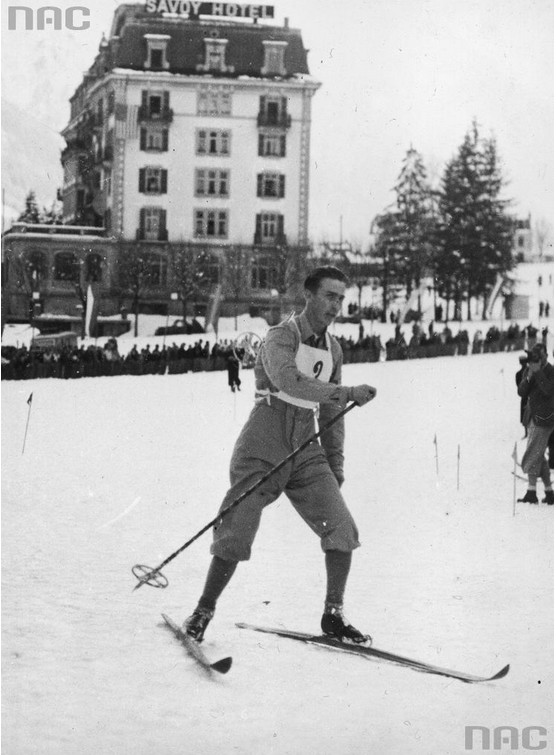
Mit einem Vorsprung von elf Sekunden wurde Lars Bergendahl Weltmeister

| Platz | Sportler         | Land     | Zeit      |
| ----- | ---------------- | -------- | --------- |
| 1     | Lars Bergendahl  | Norwegen | 1:11:24 h |
| 2     | Kalle Jalkanen   | Finnland | 1:12:35 h |
| 3     | Pekka Niemi      | Finnland | 1:13:48 h |
| 4     | Sven Hansson     | Schweden | 1:14:08 h |
| 5     | Juho Kurikkala   | Finnland | 1:14:22 h |
| 6     | Alfred Dahlqvist | Schweden | 1:14:35 h |
| 7     | Sigurd Røen      | Norwegen | 1:15:04 h |
| 8     | Vincenzo Demetz  | Italien  | 1:17:01 h |
| 9     | Giulio Gerardi   | Italien  | 1:17:07 h |
| 10    | Alvar Hägglund   | Schweden | 1:17:39 h |

Datum: Dienstag, 16. Februar 1937
Teilnehmer: 44 gewertet

### Dauerlauf 50 km

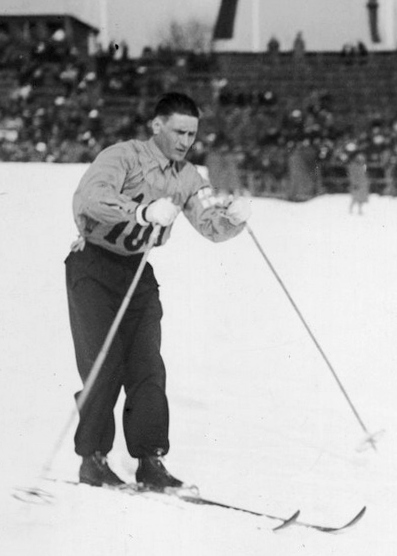
Überlegener Weltmeister Pekka Niemi

| Platz | Sportler            | Land        | Zeit      |
| ----- | ------------------- | ----------- | --------- |
| 1     | Pekka Niemi         | Finnland    | 3:36:58 h |
| 2     | Klaes Karppinen     | Finnland    | 3:43:59 h |
| 3     | Vincenzo Demetz     | Italien     | 3:46:39 h |
| 4     | Kalle Jalkanen      | Finnland    | 3:46:45 h |
| 5     | Lars Bergendahl     | Norwegen    | 3:47:02 h |
| 6     | Franc Smolej        | Jugoslawien | 3:52:25 h |
| 7     | Alvar Hägglund      | Schweden    | 3:53:44 h |
| 8     | Giacomo Scalet      | Italien     | 3:58:28 h |
| 9     | Aristide Compagnoni | Italien     | 4:02:32 h |
| 10    | Sisto Scilligo      | Italien     | 4:02:45 h |

Datum: Donnerstag, 18. Februar 1937
Teilnehmer: 18 gewertet

### 4 × 10 km Staffel
| Platz | Land                                | Sportler                                                             | Zeit      |
| ----- | ----------------------------------- | -------------------------------------------------------------------- | --------- |
| 1     | Norwegen                            | Annar Ryen Oskar Fredriksen Sigurd Røen Lars Bergendahl              | 3:06:07 h |
| 2     | Finnland                            | Pekka Niemi Klaes Karppinen Jussi Kurikkala Kalle Jalkanen           | 3:07:04 h |
| 3     | Italien                             | Giulio Gerardi Aristide Compagnoni Silvio Confortola Vincenzo Demetz | 3:08:04 h |
| 4     | Schweden                            | Sven Hansson Alvar Hägglund Bertil Stridsman Alfred Dahlqvist        | 3:10:25 h |
| 5     | Tschechoslowakei 0000(SL RČS & HDW) | Cyril Musil Gustav Berauer Rudolf Vrána František Šimůnek            | 3:16:46 h |
| 6     | Schweiz                             | Adolf Freiburghaus August Sonderegger Ernst Berger Alfred Limacher   | 3:16:56 h |

Datum: Freitag, 12. Februar 1937

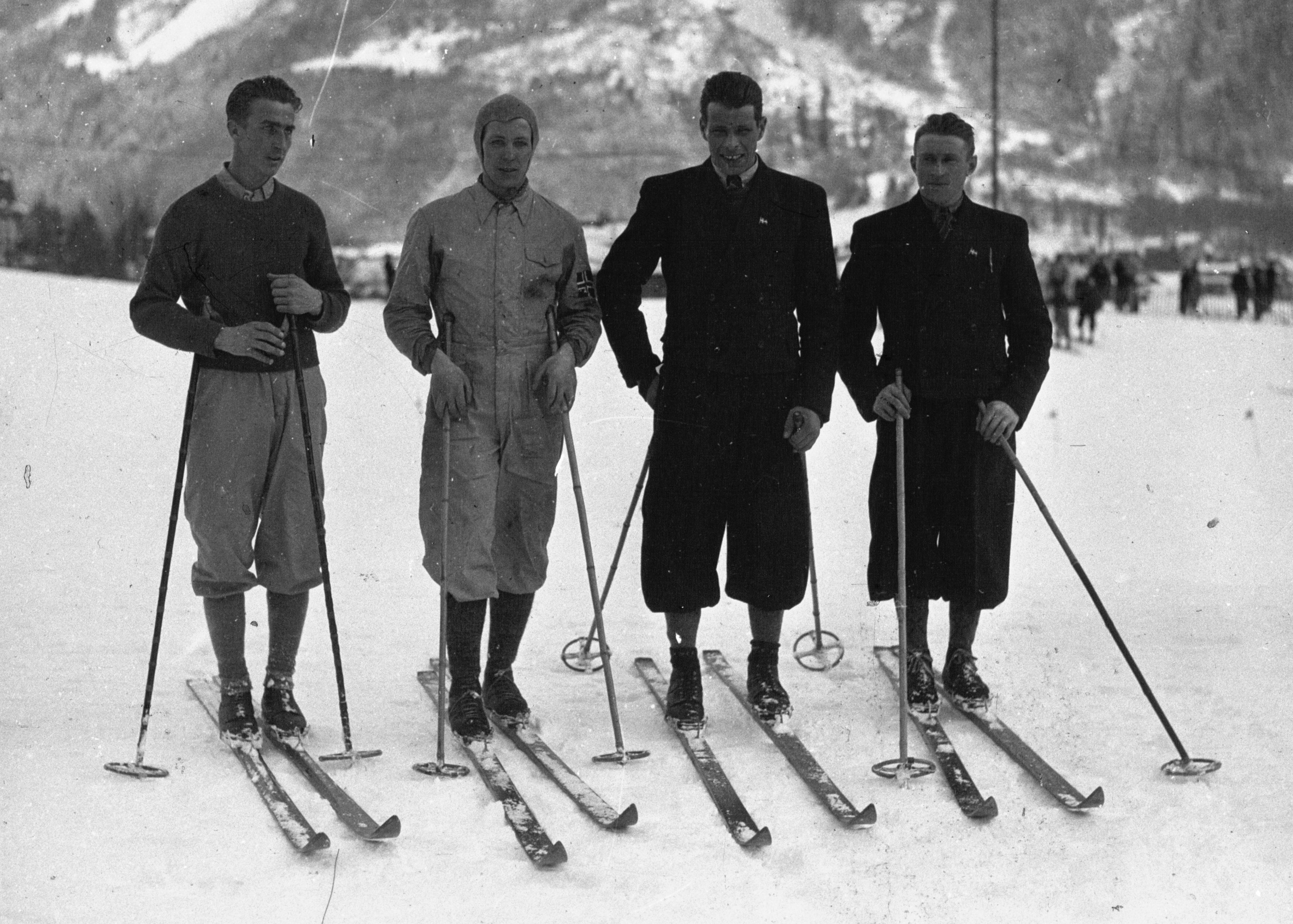
Die siegreiche norwegische Staffel (v. l. n. r.): Annar Ryen, Oskar Fredriksen, Sigurd Røen, Lars Bergendahl

Teilnehmer: 9 Mannschaften gemeldet; 8 gestartet; 8 gewertet

## Skispringen Männer
Detaillierte Ergebnisse

### Großschanze K-60
| Platz | Sportler         | Land            | Weite 1 | Weite 2 | Note   |
| ----- | ---------------- | --------------- | ------- | ------- | ------ |
| 1     | Birger Ruud      | Norwegen        | 60,5 m  | 65,5 m  | 233,80 |
| 2     | Reidar Andersen  | Norwegen        | 60,0 m  | 65,0    | 231,40 |
| 3     | Sigurd Sollid    | Norwegen        | 61,5 m  | 60,0 m  | 225,70 |
| 4     | Sigurd Haanes    | Norwegen        | 60,0 m  | 62,0 m  | 219,50 |
| 5     | Josef Bradl      | Österreich      | 60,0 m  | 60,0 m  | 216,70 |
| 6     | Paul Kraus       | Deutsches Reich | 56,0 m  | 59,0 m  | 213,80 |
| 7     | Randmod Sörensen | Norwegen        | 51,0 m  | 58,0 m  | 212,10 |
| 8     | Marcel Reymond   | Schweiz         | 51,0 m  | 58,5 m  | 210,50 |
| 9     | Richard Bühler   | Schweiz         | 55,5 m  | 57,5 m  | 209,00 |
| 10    | Gregor Höll      | Österreich      | 54,5 m  | 58,5 m  | 207,90 |

Datum: Sonntag, 14. Februar 1937

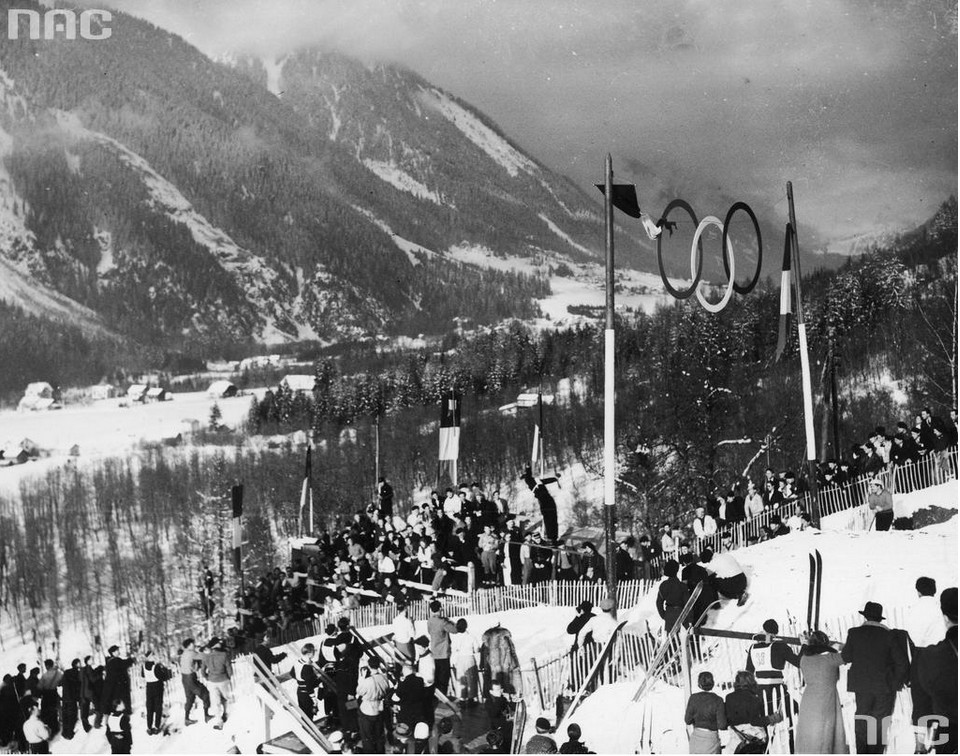
Die Skisprungschanze von Chamonix

Sprungschanze: Tremplin olympique du Mont (K-60)
Teilnehmer: 39 gewertet;

## Nordische Kombination Männer
Detaillierte Ergebnisse

### Einzel (Großschanze K-60/18 km)

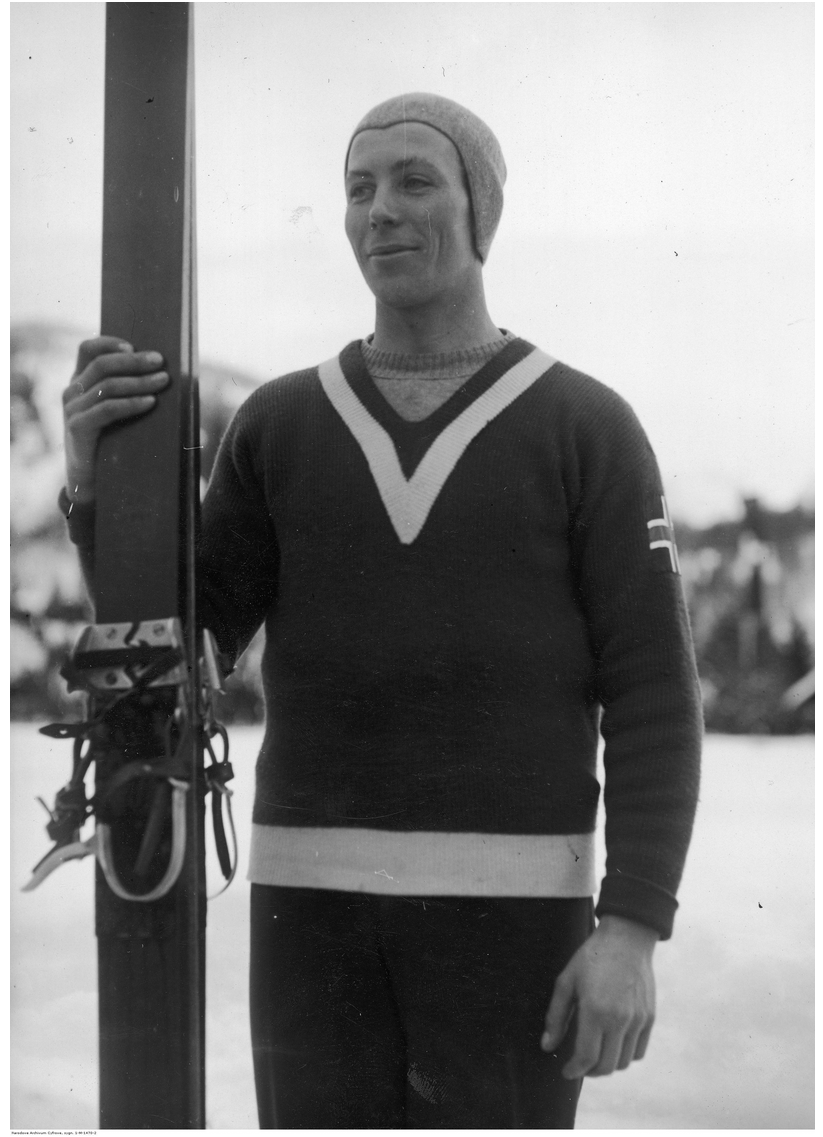
Weltmeister Sigurd Røen

| Platz | Sportler          | Land                      | Punkte |
| ----- | ----------------- | ------------------------- | ------ |
| 1     | Sigurd Røen       | Norwegen                  | 441,10 |
| 2     | Rolf Kaarby       | Norwegen                  | 429,20 |
| 3     | Aarne Valkama     | Finnland                  | 412,10 |
| 4     | Kaare Busterud    | Norwegen                  | 406,70 |
| 5     | Gustav Berauer    | Tschechoslowakei (HDW)    | 399,20 |
| 6     | Per Fossum        | Norwegen                  | 394,26 |
| 7     | Bronisław Czech   | Polen                     | 394,04 |
| 8     | Hallstein Sundet  | Norwegen                  | 391,50 |
| 9     | František Šimůnek | Tschechoslowakei (SL RČS) | 388,70 |
| 10    | Ernst Berger      | Schweiz                   | 386,60 |

Datum:
Skilanglauf: Dienstag, 16. Februar 1937
Sprunglauf: Mittwoch, 17. Februar 1937
Austragungsorte: Skilanglauf: Chamonix
Sprunglauf: Tremplin olympique du Mont
Teilnehmer: 22 genannt; 17 gestartet; 14 gewertet